# Saccopharynx trilobatus
Espèce
Saccopharynx trilobatus est une espèce de poisson de la famille des Saccopharyngidés.